# Maguari Esporte Clube (Capistrano)
O Maguari Esporte Clube foi um clube brasileiro de futebol da cidade de Capistrano, no estado de Ceará.

## Participações no Campeonato Cearense da Segunda Divisão
| Ano  | Posição |
| 1994 | 3º      |